# Alto Gállego
Pour les articles homonymes, voir Gallego.
Ne pas confondre avec Golungo Alto, une commune d'Angola.
L'Alto Gállego (aragonais Alto Galligo) est une comarque de la province de Huesca, située au nord de la communauté autonome d'Aragon (Espagne). Elle occupe la presque totalité du haut cours du Gállego.
- Capitale : Sabiñánigo
- Superficie : 1 359,8 km2
- Population : 13 457 habitants (2006)
- Densité : 9,89 hab./km2

Les comarques/provinces limitrophes :
- Nord – France : départements des Hautes-Pyrénées (vallée de Cauterets) et des Pyrénées-Atlantiques (vallée d'Ossau)
- Sud – comarque de la Hoya de Huesca
- Est – comarque de Sobrarbe
- Sud-est - comarque de Somontano de Barbastro
- Ouest – comarque de Jacetania

## Communes et population
| Nº | Municipalité       | Superficie (km2) | % du total | Habitants (2006) | % du total | Altitude (mètres) |
| -- | ------------------ | ---------------- | ---------- | ---------------- | ---------- | ----------------- |
| 1  | Biescas            | 189,1            | 13,9       | 1 513            | 11,2       | 860               |
| 2  | Caldearenas        | 192,3            | 14,1       | 244              | 1,8        | 650               |
| 3  | Hoz de Jaca        | 12,5             | 0,9        | 77               | 0,6        | 1 272             |
| 4  | Panticosa          | 95,9             | 7,1        | 740              | 5,5        | 1 185             |
| 5  | Sabiñánigo         | 586,8            | 43,2       | 9 264            | 68,8       | 780               |
| 6  | Sallent de Gállego | 162,1            | 11,9       | 1 384            | 10,3       | 1 305             |
| 7  | Yebra de Basa      | 90,9             | 6,7        | 155              | 1,2        | 1 060             |
| 8  | Yésero             | 30,2             | 2,2        | 80               | 0,6        | 1 132             |
| #  | Alto Gállego       | 1 359,8          | 100,0      | 13 457           | 100,0      | -                 |

## Histoire
L'existence de peuples préromains en Alto Gállego est attestée par des vestiges mégalithiques comme le dolmen près du lac de Sabocos, à Panticosa, à Santa Elena de Biescas, à Ibirque ou les tumulus de Tramacastilla, Piedrafita ou Campos de Troya. Par ailleurs les restes archéologiques de la fontaine de Tiberio aux bains de Panticosa montrent que les sources des bains furent utilisées par les romains.[réf. souhaitée]